# Einrumpfboot

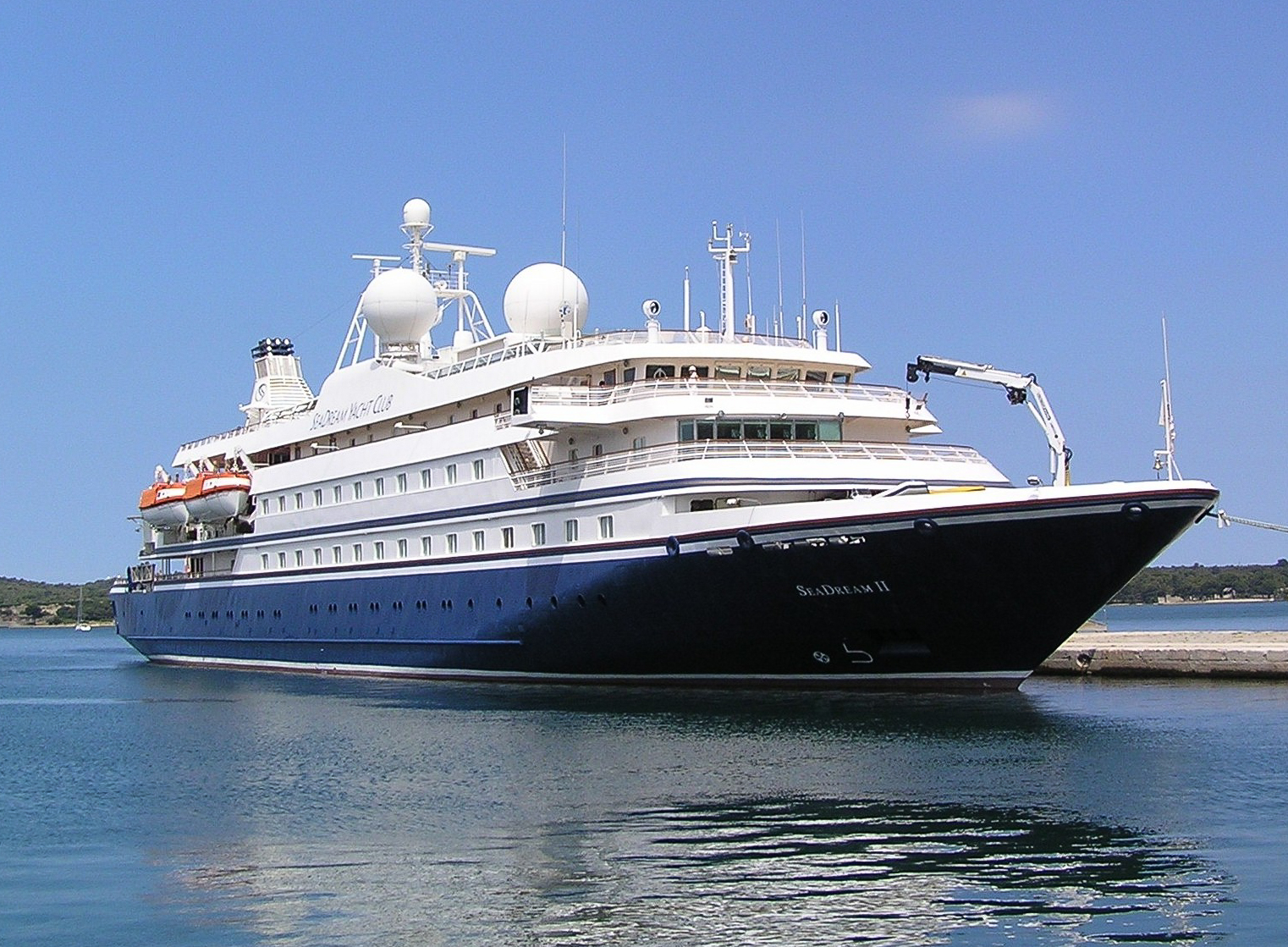
Einrumpfschiff

Schiffbauformen

Einrumpfboot ist eine Bezeichnung für Boote, die nur einen Rumpf besitzen. Da dies die bei weitem häufigste Bauform von Booten und Schiffen ist, wird dieser Begriff hauptsächlich verwendet, wenn eine explizite Abgrenzung zu Mehrrumpfbooten notwendig ist.
Einrumpfboote können sowohl form- als auch gewichtsstabil gebaut werden, während Mehrrumpfboote formstabil sind. Die meisten Motorboote und alle Jollen sind formstabil, während Segelyachten einen schweren Ballastkiel besitzen und damit gewichtsstabil gebaut sind.